# 378076 Campani
378076 Campani este o planetă minoră (asteroid) din centura de asteroizi. A fost descoperită pe 23 octombrie 2006 la  de Vincenzo Silvano Casulli⁠(d) și a fost numită după Giuseppe Campani⁠(d). 
Obiectul prezintă o orbită caracterizată de o semiaxă mare de 2,2981484000695 UAi, o excentricitate de 0,15908431176224, o înclinație de 6,9202178753892 ° în raport cu ecliptica.